# Jean-Louis Bonnemain
Pour les articles homonymes, voir Bonnemain (homonymie).
Jean-Louis Bonnemain, né le 7 mai 1936 à Bignac (Charente), est un physiologiste végétal français spécialiste du transport des produits de la photosynthèse, des phytohormones et des produits phytopharmaceutiques dans les plantes. Il est membre de l’Académie des Sciences et professeur émérite à l'université de Poitiers.

## Parcours
Il commence sa carrière dans l'enseignement secondaire au Lycée Gay-Lussac de Limoges (1959-1964). Chargé de l'enseignement des sciences naturelles, il entreprend parallèlement des recherches sur l'appareil conducteur des Solanacées au collège scientifique universitaire de cette ville. Il met au point une méthode de microautoradiographie permettant de localiser des molécules solubles radioactives dans les tissus végétaux avec une précision inégalée à l'époque, ce qui lui permet d’être admis au CNRS (attaché puis chargé de recherche) de 1964 à 1970. Il soutient son doctorat d'état à l'université de Paris en 1968. Il est nommé maître de conférences (professeur 2e classe) à l'université de Lille 1 en 1970 puis professeur 1è classe à l'université de Poitiers en 1975. Il accède à la classe exceptionnelle en 1987.

## Œuvre scientifique
Il est bien connu que le cambium produit du bois à sa face interne et du phloème secondaire à sa face externe. Cependant, diverses familles de plantes évoluées se singularisent par la présence d'un phloème interne situé à la périphérie de la moelle et même, parfois, par la présence d'un phloème inclus dans le bois, en fait des phloèmes surnuméraires dont les fonctions étaient méconnues. Lors de sa thèse, Jean-Louis Bonnemain a montré que le phloème externe et les phloèmes surnuméraires des Solanacées constituent un réseau complexe avec des jonctions à des niveaux précis et mis en évidence leur fonction spécifique dans le ravitaillement en nutriments d'organes précis de la plante,,. Ensuite, avec ses élèves et quelques collègues, il a contribué à mettre en évidence l'un des deux mécanismes permettant l'exportation des produits de la photosynthèse hors des feuilles (symport proton-saccharose, symport proton-acide aminé),, et démontré par une approche immunologique que les cellules compagnes du phloème assurent l'énergisation de cette exportation. Cette investigation a été étendue aux échanges de nutriments entre générations, au fonctionnement des cellules motrices de la sensitive à l’étude de l'impact de stress abiotiques et biotiques (pucerons) sur la compartimentation des nutriments et la croissance cellulaire,, et à la recherche d’inhibiteurs spécifiques de transporteurs de nutriments.
Après avoir montré pour la première fois dans le passé que la circulation polarisée de l’auxine à partir du bourgeon terminal avait lieu dans la zone cambiale, il a dirigé des travaux sur le transport de plusieurs phytohormones, hormones de stress incluses, l’accent étant mis sur l’auxine car elle occupe une position stratégique pour réguler la production des tissus conducteurs,, et qu’elle contrôle de manière indirecte la ramification des plantes.
Enfin, après avoir étudié la systémie des pesticides en relation avec l’industrie, il a programmé la synthèse de conjugués, celle-ci étant réalisée au sein d’une équipe de chimistes. L’intérêt se focalise actuellement sur la vectorisation de conjugués retards associant des molécules de défense et un acide aminé, ceci dans le cadre d’une réduction de l’usage des pesticides.

## Responsabilités pédagogiques et d'encadrement
- Création et responsabilité du DEA "Biologie et physiologie végétales" (Poitiers, 1980-1985).
- Coresponsable du DEA "Sciences et technologie des productions végétales et alimentaires" (Nantes, Poitiers, Rennes, Angers, 1985-1991).
- Direction ou codirection de 7 thèses d'état, 17 thèses de 3e cycle  et de 21 thèses d'université[23].

## Autres responsabilités institutionnelles
- Création et direction d'une équipe CNRS "Transports chez les végétaux" (ERA 701 puis UA 574) (1977-1992)
- Responsable de la RCP CNRS "Transports et corrélations morphogénétiques"(Poitiers, Paris, Clermont-Ferrand, Brest) (1974-1980)
- Expert au GET "Filière Bois", Ministère de la recherche et de la technologie (1981-1989)
- Expert au comité consultatif des universités, puis au comité supérieur des carrières universitaires, puis au conseil national des universités (1973-1984, 1987-1991, 1994-1999)
- Chargé de mission au département "Biologie-santé au MESR (1994)

## Distinctions
- Médaille de bronze du CNRS (1968)[24].
- Prix Foulon de botanique, Académie des sciences (1969).
- Correspondant de l'Académie des sciences (1978)[3].
- Membre de l'Académie des sciences (1992)[3].
- Officier des Palmes Académiques.

## Ouvrages et numéros thématiques de revues
- JL Bonnemain et C Dumas, La biologie végétale, PUF, Paris (1998).
- JL Bonnemain, S Delrot, W Lucas, J Dainty (eds), Recent advances in phloem transport and assimilate compatmentation, Presses académiques, Nantes (1991).
- JL Bonnemain (ed), Aphids as biological models and agricultural pests, CR Biologies (2010) 333: 461-573.
- JF Chollet, M Couderchet et JL Bonnemain (eds), Crop protections: new strategies for sustainable development, Environnemental Science and Pollution Research (2014) 21: 4793-4976.